# نوريس ضد أيرلندا
كانت نوريس ضد أيرلندا قضية قضت فيها المحكمة الأوروبية لحقوق الإنسان في عام 1988، والتي اتهم فيها ديفيد نوريس بنجاح بأن تجريم أيرلندا لبعض النشاط الجنسي المثلي بين الرجال البالغين المتوافقين عليها كان انتهاكًا للمادة 8 من الاتفاقية الأوروبية بشأن حقوق الإنسان (الحق في احترام الحياة الخاصة والعائلية).

## القضية الأصلية
كانت القضية الأصلية في المحاكم الأيرلندية هي نوريس ضد المدعي العام، التي تم تقديمها في عام 1977 وقضت بها المحكمة العليا في أيرلندا في عام 1983. وكانت كبيرة مستشاري نوريس زميلة له في حملة إصلاح قانون المثلية الجنسية، ماري روبنسون، التي أصبحت في عام 1990 أول امرأة رئيسة لأيرلندا. قضت المحاكم الأيرلندية بأن حق نوريس في الخصوصية لم ينتهك بموجب قانون الجرائم المرتكبة ضد الأشخاص 1861 (الذي يجرّم "الجنس من الدبر") والمادة 11 من قانون تعديل القانون الجنائي 1885 (الذي يجرّم «الفحش الجسيم»).

## القضية أمام المحكمة الأوروبية لحقوق الإنسان
استأنف نوريس قرار المحكمة العليا الأيرلندية أمام المحكمة الأوروبية لحقوق الإنسان في عام 1983. وقد أصدرت المحكمة حكمًا في عام 1988، وحكمت لصالح نوريس لأسباب مماثلة لقرار عام 1981 في قضية دودجون ضد المملكة المتحدة.
ألغيت في نهاية المطاف القوانين التي تم الاستناد إليها في الحكم بموجب قانون القانون الجنائي (الجرائم الجنسية) 1993.